# Rhyacian
Rhyacian è un singolo del gruppo musicale tedesco The Ocean, pubblicato il 21 aprile 2018 come unico estratto dalla riedizione del quarto album in studio Precambrian.

## Descrizione
Si tratta di una rivisitazione dell'omonimo brano presente in Precambrian incisa nel 2017 dall'allora formazione del gruppo, comprensiva di Robin Staps, il cantante Loïc Rossetti, il batterista Paul Seidel e il bassista Mattias Hägerstrand.

## Promozione
Il 13 febbraio 2018 il brano è stato presentato in anteprima streaming attraverso il canale YouTube della Metal Blade Records, venendo incluso nella riedizione vinile di Precambrian il 23 dello stesso mese. Successivamente, in occasione dell'annuale Record Store Day, è stata commercializzata una versione 12" comprensiva del brano e della relativa versione strumentale, a cui ha fatto seguito la versione digitale e streaming nel mese di maggio.

## Tracce
12"
- Lato A

1. Rhyacian (2017 Studio Version) – 10:57

- Lato B

1. Rhyacian (Instrumental) (2017 Studio Version) – 10:57

Download digitale
1. Rhyacian: Untimely Meditations (2017 Version) – 10:57

## Formazione
- Mattias Hägerstrand – basso
- Loïc Rossetti – voce
- Paul Seidel – batteria
- Robin Staps – chitarra
- Peter Voigtmann – sintetizzatore, campionatore